# XXXIX Corpo de Exército (Alemanha)
O XXXIX Corpo de Exército (em alemão: XXXIX. Armeekorps) foi um Corpo de Exército da Alemanha na Segunda Guerra Mundial. Foi formado no dia 27 de janeiro de 1940 em Wehrkreis IX. A unidade foi dispensada no doa 9 de julho de 1942 sendo o seu Stab movido para o XXXIX Corpo Panzer.

## Comandantes
| Comandante                                      | Data                                            |
| ----------------------------------------------- | ----------------------------------------------- |
| General der Panzertruppen Rudolf Schmidt        | 1 de fevereiro de 1940 - 10 de novembro de 1941 |
| General der Panzertruppen Hans Jürgen von Arnim | 11 de novembro de 1941 - 8 de julho de 1942     |

## Chef des Stabes
Oberst i.G. Hans-Georg Hildebrandt — 20 de setembro de 1940 - 8 de julho de 1942?

## Oficiais de Operações (Ia)
| Oberstleutnant i.G. Wolf-Dietrich Freiherr von Schleinitz | 2 de junho de 1940 - 1 de agosto de 1941 |
| Oberstleutnant i.G. Oldwig von Natzmer                    | 17 de julho de 1941 - 8 de julho de 1942 |

## Área de Operações
| Alemanha                     | janeiro de 1940 - maio de 1940 |
| Frente Ocidental             | maio de 1940 - maio de 1941    |
| Prússia Oriental             | maio de 1941 - junho de 1941   |
| Frente Oriental, setor norte | junho de 1941 - julho 1942     |

## Serviço de Guerra
| Data             | Exército        | Grupo de Exército | Lugar                  |
| ---------------- | --------------- | ----------------- | ---------------------- |
| junho de 1940    | Gruppe Guderian | A                 | França                 |
| julho de 1940    | 2º Exército     | C                 | França                 |
| novembro de 1940 | 1º Exército     | D                 | França                 |
| janeiro de 1941  | 7º Exército     | D                 | sudoeste da França     |
| junho de 1941    | 3º Grupo Panzer | Mitte             | Wilna, Minsk, Smolensk |
| agosto de 1941   | 16º Exército    | Nord              | Ladoga, Tichwin        |
| janeiro de 1942  | 7º Exército     | Nord              | Cholm                  |

## Organização
27 de julho de 1941
12ª Divisão Panzer
20ª Divisão de Infantaria
27 de agosto de 1941
12ª Divisão Panzer
20ª Divisão de Infantaria
27 de setembro de 1941
1. Fallschirmjäger-Division
3. Fallschirmjäger-Division
96ª Divisão de Infantaria
20ª Divisão de Infantaria
8ª Divisão Panzer
12ª Divisão Panzer
254ª Divisão de Infantaria
12. Oktober 1941
18ª Divisão de Infantaria
21ª Divisão de Infantaria
8ª Divisão Panzer
12ª Divisão Panzer
20ª Divisão de Infantaria
126ª Divisão de Infantaria (apenas 2/3)
8 de novembro de 1941
12ª Divisão Panzer
18ª Divisão de Infantaria
8ª Divisão Panzer
20ª Divisão de Infantaria
1 de janeiro de 1942
61ª Divisão de Infantaria
20ª Divisão de Infantaria
215ª Divisão de Infantaria
22 de janeiro de 1942
218ª Divisão de Infantaria